# George Halas

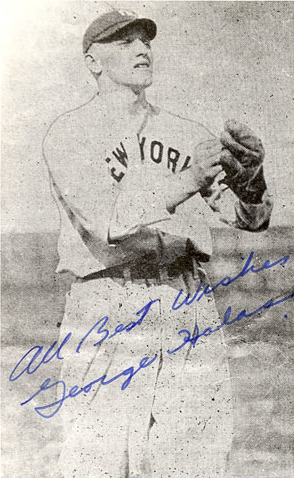
Halas als Baseballspieler

George Stanley Halas (* 2. Februar 1895 in Chicago, Illinois; † 31. Oktober 1983 ebenda), Spitzname Papa Bear oder Mr. Everything, war ein US-amerikanischer Baseball- und American-Football-Spieler, Trainer und Besitzer des National-Football-League-Teams Chicago Bears von 1920 bis zu seinem Tod im Jahr 1983. Seine Tochter Virginia wurde daraufhin Eigentümerin des Franchise und war bis zu ihrem Tod 2025 dessen Haupteigentümerin.
Halas studierte an der University of Illinois at Urbana-Champaign. Während des Ersten Weltkrieges diente er bei der US Navy und spielte mit einer Footballmannschaft der Navy 1919 im Rose Bowl gegen ein anderes Team der Marine. Die Mannschaft von Halas konnte das Spiel gewinnen. Er selbst wurde zum Most Valuable Player des Spiels gewählt.
Von 1920 bis 1928 spielte Halas als Defensive End und als End bei den Bears. Zeitgleich trainierte er diese Mannschaft. Er gewann als Trainer in seiner 40 Jahre andauernden Trainerlaufbahn acht NFL Meistertitel (1921, 1932 bis 1933, 1940 bis 1941, 1943, 1946 und 1963). Großen Erfolg hatte Halas mit der Einführung der T-Formation mit Quarterback Sid Luckman.
Halas ist seit 1963 Mitglied der Pro Football Hall of Fame. Außerdem ist der Pokal des NFC Championships nach ihm benannt.

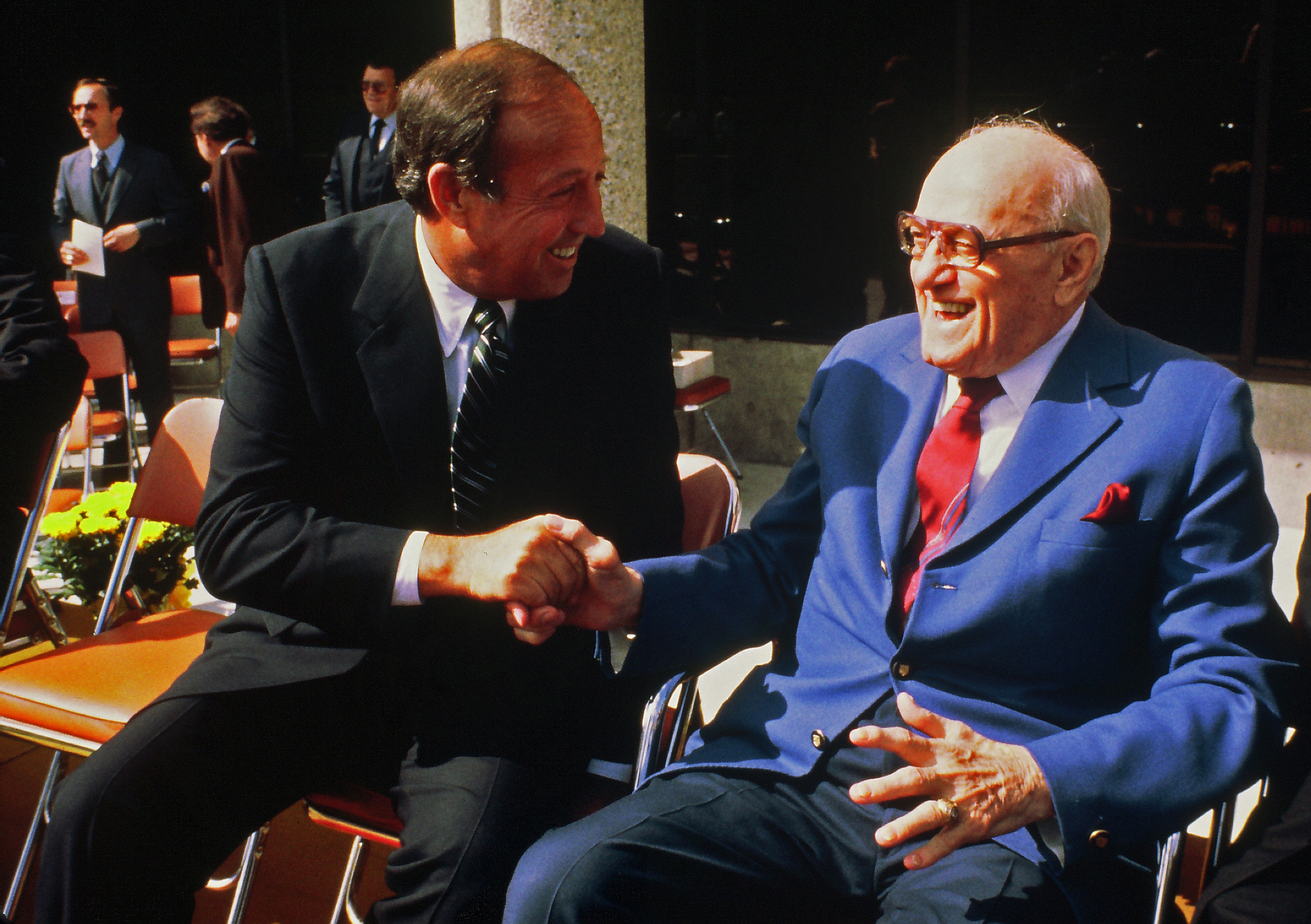
Halas (rechts) mit Pete Rozelle

Die Chicago Bears tragen noch heute seine Initialen GSH auf dem Trikotärmel.